# Tricalysia anomala
Tricalysia anomala är en måreväxtart som beskrevs av Eileen Adelaide Bruce. 
Tricalysia anomala ingår i släktet Tricalysia och familjen måreväxter.

## Underarter
Arten delas in i följande underarter:
- Tricalysia anomala anomala
- Tricalysia anomala guineensis
- Tricalysia anomala montana